# المرأة في بولندا

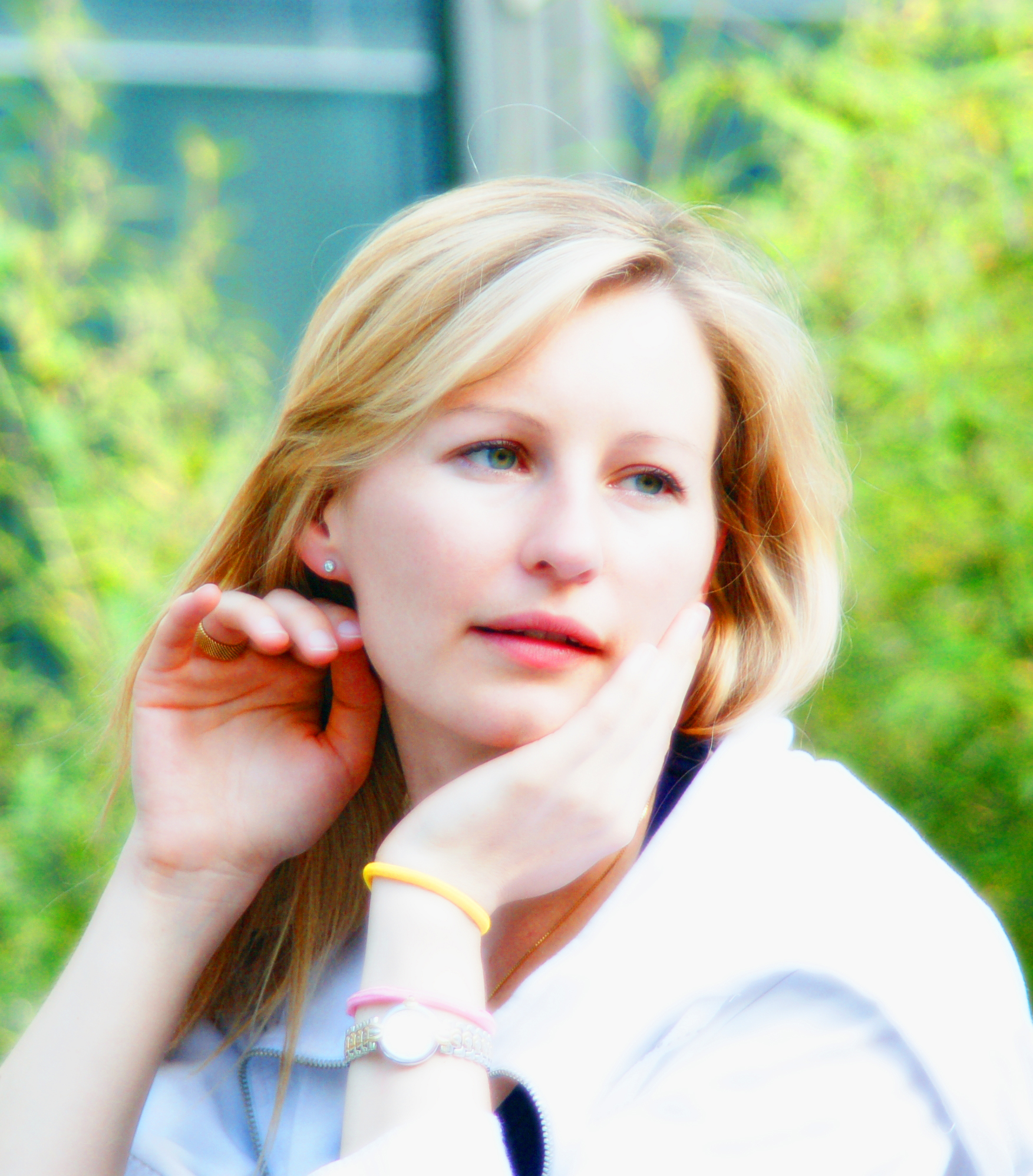
بورتريه لشابة بولندية.

تشكلت شخصية المرأة البولندية حسب تاريخ بولندا، ثقافة بولندا وسياسة بولندا. وهي واحدة ضمن النساء القاطنات في أوروبا.

## شخصيات نسوية بولندية بارزة
من أبرز الشخصيات النسائية البولندية الملكة «سفيتولافسا» ابنة الملك «بريتسلاف الأول» وأول ملكة لبوهيميا.